# Henrique Fuhro
Henrique Léo Fuhro (Rio Grande, 14 de outubro de 1938 - Porto Alegre, 12 de junho de 2006) foi um pintor, desenhista e gravador brasileiro.
Basicamente um autodidata, iniciou a sua carreira no Salão de Artes Plásticas da Associação Riograndense de Artes Plásticas Francisco Lisboa em 1957, fazendo sua primeira mostra individual em 1963. Desde então apresentou seus trabalhos em importantes mostras locais e nacionais, destacando-se a sua participação na Bienal de São Paulo em 1967. Sua obra é marcada por fortes influências da cultura de massa, das histórias em quadrinhos, da publicidade e da Arte Pop.
É verbete em diversos dicionários de arte e é mencionado em muitas outras publicações. Sua linguagem foi descrita por Roberto Pontual como "a do registro quase fotográfico de tipos, objetos e situações que compõe a superfície iconográfica da atualidade. Assim, segundo uma nova figuração que busca a contundência, ele reaviva e redimensiona velhos clichês já anestesiados pelo uso e massificação, preocupado em estabelecer ambientes de solidão, inércia, conformismo e isolamento. Seu objetivo está em referir criticamente os processos que levam a essa realidade sem perspectivas, envolta na dormência cotidiana do consumo pelo consumo". 